# Chris Connor
Mary Jean Loutsenhizer, conocida profesionalmente como Chris Connor (8 de noviembre de 1927 – 29 de agosto de 2009)  fue una cantante de jazz estadounidense.

## Biografía
Nació en Kansas City, Missouri, con padre Clyde Loutsenhizer y madre Mabel Shirley. Llegó a dominar el clarinete, habiendo estudiado durante ocho años durante la escuela media y secundaria. Cantó con la banda universitaria de la Universidad de Missouri, tocando en funciones en Columbia, Missouri. 
En 1949, Connor grabó dos canciones con la banda de Claude Thornhill: "There's a Small Hotel" y "I Don't Know Why". Con la big band de Jerry Wald grabó "You're the Cream in My Coffee", "Cherokee", "Pennies from Heaven", "Raisins and Almonds" y "Terremoto".  Connor y Thornhill se reunieron en 1952 para una transmisión de radio desde el Hotel Statler en la ciudad de Nueva York en la que ella cantó "Wish You Were Here", "Come Rain or Come Shine", "Sorta Kinda" y "Who Are We to Say".
Hizo sus últimas grabaciones para HighNote: Haunted Heart en 2001 y Everything I Love en 2003. 
Billboard informó en 1955 que los dos primeros álbumes en solitario de Connor para Bethlehem, Sings Lullabys of Birdland y Sings Lullabys for Lovers ocuparon el puesto número 1 y 2 en las listas de jazz de la semana que finalizó el 23 de abril de 1955. En 1957, ocupó el puesto número 10 en la encuesta de popularidad de disk jockey como vocalista femenina favorita, detrás de Lena Horne y June Christy. 

## Muerte
Murió en Toms River, Nueva Jersey, de cáncer el 29 de agosto de 2009, a la edad de 81 años. Su compañera de toda la vida fue su manager, Lori Muscarelle.   

## Discografía
- Sings Lullabys of Birdland (Bethlehem, 1954)
- Sings Lullabys for Lovers (Bethlehem, 1954)
- This Is Chris (Bethlehem, 1955)
- Chris (Bethlehem, 1956)
- Chris Connor (Atlantic, 1956)
- He Loves Me, He Loves Me Not (Atlantic, 1956)
- I Miss You So (Atlantic, 1957)
- Chris Connor Sings the George Gershwin Almanac of Song (Atlantic, 1957)
- Chris Craft (Atlantic, 1958)
- A Jazz Date with Chris Connor (Atlantic, 1958)
- Sings Ballads of the Sad Cafe (Atlantic, 1959)
- Witchcraft (Atlantic, 1959)
- Chris in Person (Atlantic, 1959)
- A Portrait of Chris (Atlantic, 1960)
- Two's Company with Maynard Ferguson (Roulette, 1961)
- Double Exposure with Maynard Ferguson (Atlantic, 1961)
- Free Spirits (Atlantic, 1962)
- At the Village Gate: Early Show/Late Show (FM, 1963)
- A Weekend in Paris (FM, 1964)
- Sings Gentle Bossa Nova (ABC-Paramount, 1965)
- Chris Conner Now! (ABC 1966)
- Sketches (Stanyan, 1972)
- the Finest of Chris Connor (Bethlehem, 1975)
- Sweet and Swinging (Progressive, 1978)
- Live (Applause, 1983)
- Three Pearls with Ernestine Anderson, Carol Sloane (Eastworld, 1984)
- Love Being Here with You (Stash, 1984)
- Classic (Contemporary, 1987)
- New Again (Contemporary, 1988)
- As Time Goes by (Enja, 1991)
- Angel Eyes (Alfa, 1991)
- The London Connection (Audiophile, 1993)
- Haunted Heart (HighNote, 2001)
- I Walk with Music (HighNote, 2002)
- Everything I Love (HighNote, 2003)